# 了凡公园
了凡公园，又称了凡善廉文化主题公园，位于天津市宝坻区西城路与西街交口西侧，建于2023年6月30日，总面积262.85亩，其中64亩的水域面积构成了一个“善”字形，园内建有了凡善廉文化展、四训廊 、袁公亭、怡杏轩。对外免费开放。